# Progradungula
Genre
Progradungula est un genre d'araignées aranéomorphes de la famille des Gradungulidae.

## Distribution
Les espèces de ce genre sont endémiques d'Australie. Elles se rencontrent en Nouvelle-Galles du Sud et au Victoria.

## Liste des espèces
Selon World Spider Catalog (version 25.0, 01/04/2024) :
- Progradungula barringtonensis Michalik & Smith, 2024
- Progradungula carraiensis Forster & Gray, 1979
- Progradungula otwayensis Milledge, 1997

## Systématique et taxinomie
Ce genre a été décrit par Forster et Gray en 1979 dans les Gradungulidae.

## Publication originale
- Forster & Gray, 1979 : « Progradungula, a new cribellate genus of the spider family Gradungulidae (Araneae). » Australian Journal of Zoology, vol. 27, no 6, p. 1051-1071.